# Qaruneh
Qorouneh (persan : قرونه romanisé en Qarūneh) est un village dans la province du Khorasan-e Razavi en Iran. Lors du recensement de 2006, sa population était de 234 habitants répartis dans 51 familles.